# 秋山亮二
秋山 亮二（あきやま りょうじ、1942年2月23日 - ）は日本の写真家。東京都出身。早稲田大学文学部卒業後、AP通信、朝日新聞社写真部を経て、フリーの写真家に。インドの飢餓や離島の過疎化などフォトジャーナリストの視点から積極的に取材、発表した後、深瀬昌久、森山大道らとともにニューヨーク近代美術館の「New Japanese Photography」展（1974）など国際展に参加。個展「Ryoji Akiyama Photography」（ライス大学、ヒューストン）も開催。さらにニューヨーク、インドネシア、中国など「旅する者の視点」から対象を淡々と捉えた作品を発表し、ユーモアと鋭い社会的風刺に富んだ「スクラップランド」や「旅ゆかば」シリーズにおいて独自の世界観を構築した。
作品はニューヨーク近代美術館、東京都写真美術館、宮城県立美術館、呉市立美術館、川崎市市民ミュージアム、入江泰吉記念奈良市写真美術館、青森県立美術館に収蔵。
6*6版二眼レフでの人々の生活のスナップ撮影を得意とする。
父は同じく写真家の秋山青磁（1905-1978）。

## 主な著作
- 「津軽・聊爾先生行状記」津軽書房 1978年
- 「子どもの写真の撮り方―かわいく撮る基本からフォトコンテスト挑戦まで」学習研究社 1999年
- 「ニューヨーク通信」牧水社 1980年
- 「中国の子どもたち」サクラファミリーブックス[2]
- 「楢川村」朝日新聞社 1991年
- 「河物語・利根川」関東建設弘済会 1993年[3]
- 「なら」遊人工房 2006年 ISBN 4903434036
- 「扇子のケムリ」法曹会 2014年
- 「アメリカの世紀1900～1910　20世紀の夜明け」（訳）西武タイム 1985年
- 「Dear Old Days 你好小朋友」 青艸堂 2019年　ISBN 978-4-909787-01-9
- 「新編 津軽　聊爾先生行状記」rojiroji books 2020年
- 主な写真展

- 「飢えるインド」[3]
- 「Ryoji Akiyama Photography 」[3]
- 「ニューヨーク通信」[3]
- 「旅行けば…」[3]
- 「旅ゆけば・・・1970～1999」北鎌倉ワイツギャラリー
- 「日々のまつり ～世田谷で～」コニカミノルタプラザ
- 「なら」コニカミノルタプラザ
- 「なら〜ふたたび」コニカミノルタプラザ
- 「旅ゆけば 東京〜八戸」コニカミノルタプラザ
- 「なら旅行」入江泰吉記念奈良市写真美術館
- 「津軽 聊爾先生行状記」FUJIFILM SQUARE　2021年1月4日～3月31日